# Каламени
Каламени (словац. Kalameny) — село, громада округу Ружомберок, Жилінський край. Кадастрова площа громади — 8.7 км².
Населення 452 особи (станом на 31 грудня 2018 року).

## Географія
Протікає річка Каламенянка.

## Історія
Каламени згадуються 1375 року.

## Населення
| Рік:            | 1994. | 2004.   | 2014.   | 2024.   |
| --------------- | ----- | ------- | ------- | ------- |
| Кількість осіб: | 456   | 477     | 466     | 421     |
| Різниця:        |       | +4,60 % | -2,30 % | -9,65 % |

| Рік:            | 2023. | 2024.   |
| --------------- | ----- | ------- |
| Кількість осіб: | 432   | 421     |
| Різниця:        |       | -2,54 % |